# غار کالائو
غار کالائو (اسپانیایی: white rocks‎) یکی از ۳۰۰ غار سنگ آهکی است که در بارانگای مگدالو و کویبال در شهرداری پنابلانکا قرار دارد، حدود ۲۴ کیلومتری (۱۵ مایل) شمال شرقی شهر توگوگارائو، مرکز استان کاگایان در منطقه حفاظت شده پنابلانکا در کنار چشم‌انداز و منظرهٔ دریایی در دامنهٔ غربی کوه‌های سیرا مادره شمالی در جزیرهٔ لوزون فیلیپین، واقع شده‌است. نام شهر پنابلانکا (به اسپانیایی: سنگ‌های سفید) به وجود سراسری سنگ‌های آهکی سفید در منطقه اشاره دارد. غار نمایشی «هفت تالار» که برای نخستین بار در سال ۱۹۸۰ توسط «Maharlika Cuevas» کاوش شد، شناخته شده‌ترین جاذبهٔ گردشگری طبیعی استان کاگایان است و در فوریه سال ۲۰۲۰ رسماً به عنوان یک ارزش مهم فرهنگی فیلیپین شناخته شده‌است.option=com_docman&task=doc_download&gid=489&Itemid=156 "Protected Areas of Region 2 Map"] بایگانی‌شده  در ۲۰۱۳-۱۲-۳۱ توسط Wayback Machine. Protected Areas and Wildlife Bureau. Retrieved on 2013-10-03.</ref>
فسیل انسان‌های باستانی که در اواخر پلیستوسن زندگی می‌کردند برای نخستین بار در این غار کشف و در سال ۲۰۰۷ توسط تیمی به سرپرستی آرماند سالوادور میارس از دانشگاه فیلیپین مستند شد و سرانجام در سال ۲۰۱۹ تأیید شد که متعلق به نمونهٔ قبلاً ناشناخته و اکنون منقرض شدهٔ زیرگونه‌های انسانی - «Callao Man» (انسان کالائو) یا انسان لوزونی است.